# Lista monumentelor istorice din județul Brăila

Simbol utilizat în România pentru monumentele istorice

Lista monumentelor istorice din județul Brăila cuprinde monumentele istorice din județul Brăila înscrise în Patrimoniul cultural național al României. Lista completă este menținută și actualizată periodic de către Ministerul Culturii, Cultelor și Patrimoniului Național din România, ultima versiune datând din 2015.